# Koki Machida
Koki Machida (町田 浩樹 Machida Koki?), född 25 augusti 1997 i Ibaraki prefektur, är en japansk fotbollsspelare.
Machida började sin karriär 2016 i Kashima Antlers. Med Kashima Antlers vann han AFC Champions League 2018, japanska ligan 2016 och japanska cupen 2016.